# ゴリ夢中
『ゴリ夢中』（ゴリむちゅう）は、一部の日本テレビ系列局で放送されていた中京テレビ製作の旅番組。お笑い芸人・ゴリ（ガレッジセール）の冠番組である。製作局の中京テレビでは2007年10月6日から2024年9月28日まで放送された。

## 概要
ゴリが折り畳み自転車を利用して名鉄沿線を起点とする各地域を回り、現地で出会った人々と触れあう番組である。ただし、回によっては名鉄と相互直通運転している名古屋市営地下鉄沿線地域（鶴舞線など）、近鉄沿線地域（名古屋線・山田線・鳥羽線・志摩線など）、養老鉄道・伊賀鉄道・あおなみ線沿線地域などを訪れることもある。目的地はほぼ月毎に変わる。
オープニングのタイトルスチールには、2008年10月4日放送の御嵩町編から現在に至るまで360度のパノラマ写真を使用している。これは、テレビ番組では極めて珍しい試みとなっている。桑名編ではオープニングに近鉄の列車が、伊賀編では伊賀鉄道の列車が登場した。
エンディングではその回の出演者がファレル・ウィリアムスの「ハッピー」に乗せてオリジナルの踊りを披露する。
本番組は、中京テレビが長年放送してきた旅番組『旅はパノラマ』の後継番組で、前番組と同様に名鉄グループの単独提供で放送されていた。なお、名鉄グループは中京地区においては、2010年10月から2021年3月までこの番組のオンエア開始10分前まで東海テレビで放送されていた『主役はキミだ!わんだほキッズ』→『祭人魂』も提供していた。
2023年4月8日放送回より、副音声での解説放送を開始。
2023年10月より放送時間が毎週土曜日11時40分から11時55分に変更。
2024年9月の犬山編をもって、2007年10月からの17年間にわたる放送を終了した。合わせて中京テレビにおける名鉄グループ単独スポンサーによる番組も終焉を迎えたが、2024年10月からは平日早朝の朝ワイド番組「あさドレ♪」の筆頭スポンサーとなった。

## 受賞歴
2010年5月5日放送の「ゴリ夢中こどもの日スペシャル 441人の大家族」で平成22年日本民間放送連盟賞 特別表彰部門青少年向け番組優秀賞を受賞した。また、2012年5月5日放送の「ゴリ夢中こどもの日スペシャル まつりそだち〜神事の復活とまちの絆〜」でも平成24年日本民間放送連盟賞 青少年向け番組部門優秀賞を受賞した。

## 出演者

### 旅人
- ゴリ（ガレッジセール）

### ナレーター
- 磯部悦子（当時中京テレビアナウンサー）[6]
- 我妻絵美（当時中京テレビアナウンサー） - 2008年10月から2012年3月まで担当。
- 鹿内美沙（当時中京テレビアナウンサー） - 2012年4月から2013年3月まで担当。
- 松原朋美（中京テレビアナウンサー） - 2013年4月から2023年11月まで担当[7]。
- 中川萌香（中京テレビアナウンサー） - 2023年12月から2024年9月まで担当[8]。

## スタッフ
- 構成：荻巣しぐれ、森下ゆうじ
- 撮影技術：奥村美穂、磯村俊也
- 編集：平手幹大
- MA：奥田武士
- 音効：宮田勝司
- スタイリスト：平野智巳
- デスク：近藤智子
- ディレクター：山田もと子、杉山雄哉、鈴木陽、鬼頭香帆
- 演出：宇野祐司
- AP：伊藤敏明
- プロデューサー：青木繁治
- 制作協力：吉本興業株式会社、株式会社コックスプロジェクト
- 製作著作：中京テレビ

## オープニングテーマ
- 情熱白書 feat. GORI （KARUTETTO）

## これまでに訪れた場所

### ゴリ夢中７００回スペシャル　オトナの犬山
| 回  | 放送日         | 訪問場所 | 旅先市町村   | 備考   |
| --- | -------------- | --- | ------------ | ------ |
| 0-1 | 2022年 3月20日 | 犬山お笑い人力車 清華堂 本町茶寮別邸 神のまにまに 山田五平餅店 ココトモファーム犬山城下町プラザ店 五とう 尾張の室内遊戯処 ホテルインディゴ犬山有楽苑 日本庭園 有楽苑 | 愛知県犬山市 | [ 11 ] |

## ネット局と放送時間

### 現在
| 放送対象地域 | 放送局           | 系列           | 放送日時 | 備考       |
| ------------ | ---------------- | -------------- | --- | ---------- |
| 中京広域圏   | 中京テレビ       | 日本テレビ系列 | 土曜 11:40 - 11:55 （2023年10月7日 - 2024年9月28日） （2007年10月6日 - 2023年9月30日までは11:45 - 12:00） | 製作局     |
| 青森県       | 青森放送         | 日本テレビ系列 | 土曜 10:00 - 10:15 （不明 - 2019年2月現在） |            |
| 静岡県       | 静岡第一テレビ   | 日本テレビ系列 | 日曜 11:40 - 11:55 （2007年10月21日 - 2012年9月30日） 土曜 11:45 - 12:00 （2012年10月6日） 日曜 06:00 - 06:15 （2012年11月11日 - 2012年12月2日） 日曜 11:40 - 11:55 （2013年1月6日 - 2013年9月29日） 日曜 05:45 - 06:00 （2013年10月13日 - 2014年1月5日） 日曜 11:40 - 11:55 （2014年1月12日 - 2014年9月28日） 日曜 5:45 - 6:15 （2014年10月26日 - 2014年12月28日） 土曜11:45 - 12:00 （2016年9月10日 ‐ 2023年3月25日） 日曜 6:00 - 6:15（2023年4月2日 - ） |            |
| 山口県       | 山口放送         | 日本テレビ系列 | 日曜 07:30 - 07:45 （2008年3月2日 - 2013年3月31日） 日曜 10:55 - 11:10 （2013年4月14日 - 2014年3月30日） 日曜 06:30 - 06:45 （2014年4月6日 - 9月21日 ） 日曜 06:00 - 06:15 （2014年10月5日 - ） |            |
| 長崎県       | 長崎国際テレビ   | 日本テレビ系列 | 日曜 16:40 - 16:55 （2011年3月20日） 日曜 11:40 - 11:55 （2011年4月3日 - 2011年9月18日） 日曜昼に不定期放送（2011年11月6日 - 2012年3月25日） 土曜 24:55 - 25:10 （2012年4月7日 - 2014年3月29日） 不定期放送（2014年5月18日 - ） |            |
| 鹿児島県     | 鹿児島読売テレビ | 日本テレビ系列 | 不定期放送 | 不定期放送 |

### 過去
| 放送対象地域 | 放送局             | 系列           | 放送日時 | 備考                        |
| ------------ | ------------------ | -------------- | --- | --------------------------- |
| 秋田県       | 秋田放送           | 日本テレビ系列 | 金曜 15:50 - 16:05 （2018年10月5日 - 2019年3月29日） |                             |
| 福島県       | 福島中央テレビ     | 日本テレビ系列 | 日曜 12:45 - 13:00 （2010年4月11日 - 2011年3月27日） 日曜 06:30 - 06:45 （2011年4月10日 - 2013年3月24日） 土曜 11:40 - 11:55 （2013年4月6日 - 2017年3月25日 ）                                                         |                             |
| 山梨県       | 山梨放送           | 日本テレビ系列 | 日曜 11:45 - 12:00 （2008年10月12日 - 2010年9月26日） 水曜 16:38 - 16:53 （2010年10月13日 - 2011年3月23日） 日曜 11:10 - 11:25 （2012年10月7日 - 2012年12月26日） 木曜 25:36 - 25:51 （2013年1月17日 - 2013年1月31日） |                             |
| 愛媛県       | 南海放送           | 日本テレビ系列 | 不定期放送 | 不定期放送                  |
| 福岡県       | 福岡放送           | 日本テレビ系列 | 不定期放送 | 不定期放送                  |
| 熊本県       | くまもと県民テレビ | 日本テレビ系列 | 日曜 11:45 - 12:00 （2012年10月7日 - 2013年9月29日） 不定期放送（2014年1月26日 - ） |                             |
| 沖縄県       | 沖縄テレビ         | フジテレビ系列 | 日曜 06:14 - 06:30 （2013年4月7日 - 2013年10月6日） |                             |
| 全国放送     | TwellV             | BS放送         | 日曜 14:00 - 14:30 （2015年11月1日 - 2016年3月） | 第297回から放送 2回連続放送 |